# Vindplaatsen van Melka Kunture en Balchit
De vindplaatsen van Melka Kunture en Balchit zijn een geheel van zes paleolithische vindplaatsen in Ethiopië in een zone op 40 tot 50 km ten zuiden van Addis Abeba in het Ethiopisch Hoogland, langs de bovenloop van de Awash. In Melka Kunture, tussen enkele van de vindplaatsen, werd een museum opgericht.
Deze vindplaatsen werden in juli 2024 tijdens de 46e sessie van de Commissie voor het Werelderfgoed door UNESCO opgenomen op de Werelderfgoedlijst onder de naam “Melka Kunture en Balchit: archeologische en paleontologische vindplaatsen van de Ethiopische hooglanden”. De motivatie van de erkenning luidde: 
Gelegen in de bovenloop van de Awash-vallei in Ethiopië, is het seriële eigendom een cluster van prehistorische vindplaatsen die archeologische en paleontologische gegevens bewaren - inclusief voetafdrukken - die getuigen van de bezetting van het gebied door de mensengroepen van twee miljoen jaar geleden. De vindplaatsen, gelegen op ongeveer 2.000 tot 2.200 meter boven de zeespiegel, leverden fossielen op van Homo erectus, Homo heidelbergensis en archaïsche Homo sapiens, gedocumenteerd in goed gedateerde lagen in combinatie met verschillende gereedschappen gemaakt van vulkanisch gesteente. De culturele sequentie omvat vier opeenvolgende fasen van de technocomplexen van Oldowan, Acheuléen, Middle Stone Age en Later Stone Age. Fragmenten van paleolandschappen, bewaard gebleven onder vulkanische en sedimentaire afzettingen met fossiele fauna en flora, maken de reconstructie mogelijk van het hooggebergte-ecosysteem van de Ethiopische Hooglanden tijdens het Pleistoceen. Er kunnen dus conclusies worden getrokken over de aanpassing van mensachtige groepen aan de uitdagingen en klimatologische omstandigheden op grote hoogte.— 
De betrokken en beschermde zes vindplaatsen zijn:
| #         | Naam en locatie | Coördinaten           | Grootte erfgoedsite | Grootte bufferzone |
| --------- | --------------- | --------------------- | ------------------- | ------------------ |
| 13rev-001 | Gombore Garaba  | 8° 42′ NB, 38° 36′ OL |                     |                    |
| 13rev-002 | Simbiro         | 8° 42′ NB, 38° 34′ OL | 6,96 ha             | 1.252,46 ha        |
| 13rev-003 | Balchit         | 8° 46′ NB, 38° 37′ OL | 6,01 ha             | 2.284,84 ha        |
| 13rev-004 | Kella           | 8° 43′ NB, 38° 37′ OL |                     |                    |
| 13rev-005 | Wofi            | 8° 43′ NB, 38° 35′ OL | 4,35 ha             | 854,45 ha          |
| 13rev-006 | Atebella        | 8° 44′ NB, 38° 35′ OL | 6,78 ha             | 2.200,25 ha        |